# EtherTalk Link Access Protocol
EtherTalk Link Access Protocol (ELAP) ist ein Begriff aus der Informatik.
Das EtherTalk Link Access Protocol, oder kurz ELAP, ist ein Protokoll zur Übertragung zwischen den Knoten in einem Ethernet-Netz.
Das EtherTalk Link Access Protocol verwaltet den Zugriff auf den Bus, bietet ein Adressierungsschema für den jeweiligen Knoten und steuert die Datenübertragung und deren Empfang. Ebenso sorgt es für die richtige Paketlänge.
Es ist definiert in RFC 1742.
Unter der Bezeichnung Link Access Protocols werden die in AppleTalk auf der Sicherungsschicht eingesetzten Protokolle zusammengefasst.

## Der AppleTalk-Protokollstapel
Die AppleTalk-Protokolle lassen sich in mehrere Schichten einteilen, die einen Protokollstapel (protocol stack) bilden.
Die Protokolle lassen sich wie folgt in das ISO-OSI-Referenzmodell einordnen:
| OSI-Schicht | AppleTalk Protokollstapel | AppleTalk Protokollstapel | AppleTalk Protokollstapel | AppleTalk Protokollstapel | AppleTalk Protokollstapel | AppleTalk Protokollstapel | AppleTalk Protokollstapel |
| 7           |                           |                           | AFP                       | PAP                       |                           |                           |                           |
| 6           |                           |                           | AFP                       | PAP                       |                           |                           |                           |
| 5           | ZIP                       | ZIP                       | ASP                       |                           |                           | ADSP                      |                           |
| 4           |                           | ATP                       | ATP                       | AEP                       | NBP                       |                           | RTMP                      |
| 3           | DDP                       | DDP                       | DDP                       | DDP                       | DDP                       | DDP                       | DDP                       |
| 2           |                           | LLAP                      | ELAP                      | TLAP                      | FDDI                      | ←AARP                     |                           |
| 1           |                           | LocalTalk                 | Ethernet Treiber          | Token Ring Treiber        | FDDI Treiber              |                           |                           |